# Cámara Popular
La Cámara Popular  (en alemán: Volkskammer) fue el parlamento de la República Democrática Alemana (RDA). Hasta 1989 todos los miembros de la cámara pertenecían al Frente Nacional, la coalición que agrupaba todos los partidos y «organizaciones de masas» de la RDA. La Volkskammer desapareció tras la reunificación alemana en 1990.

## Historia
El Deutscher Volksrat —Consejo Popular Alemán—, organismo político que funcionaba en la zona de ocupación soviética desde principios de 1948, formó una Comisión Constituyente que, bajo la dirección del político del SED, Otto Grotewohl, debía redactar la Constitución de la República Democrática Alemana. El 7 de octubre de 1949, el Zweiter Deutscher Volksrat —Segundo Consejo Popular Alemán— se constituyó como Provisorische Volkskammer (Cámara Popular Provisional), acto con el que se declaró fundada la nueva República Democrática Alemana. Grotewohl es nombrado presidente del Consejo de Ministros y la Cámara Popular es declarada el órgano máximo constitucional del estado.
Este primer parlamento provisional eligió en 1949 a Wilhelm Pieck como presidente de la RDA, pero cuando Pieck murió (1960) se prescindió en lo sucesivo del cargo de presidente y sus funciones pasaron a ser desempeñadas por el Consejo de Estado de la República Democrática Alemana o por su presidente, quien a su vez era también elegido por la Cámara Popular.
Un año después, el 15 de octubre de 1950, se celebraron las primeras elecciones a la Volkskammer: la lista única de candidatos del Frente Nacional —coalición de varios partidos liderada por el Partido Socialista Unificado de Alemania— obtuvo el 99,4% de los votos. De acuerdo al artículo 48 de la constitución, la Volkskammer era el «órgano supremo de poder estatal» siendo responsable de la designación de los Consejos de Estado y de Ministros y del Presidente del Consejo de Defensa Nacional. La Cámara Popular aprobaba también los planes concretos de la economía del país, los Volkswirtschaftspläne, que desde la segunda legislatura tenían rango de ley.
Todas las ramas del gobierno, incluyendo la judicial, eran en teoría responsables ante la cámara. Sin embargo, a pesar de que la RDA se organizaba como una democracia socialista con pluralidad de partidos, el primer artículo de la constitución otorgaba el liderazgo al SED:

La República Democrática Alemana es un estado socialista de obreros y agricultores. Es la organización política de los trabajadores en la ciudad y en campo bajo la dirección de la clase obrera y el partido marxista-leninista.

A este hecho se unía que los otros cuatro partidos políticos existentes (la CDU, el LDPD, el NDPD y el DBD) aceptaban en sus estatutos el papel dirigente del SED y nunca plantearon una oposición crítica al liderazgo del SED. El papel ceremonial de la Volkskammer se aprecia en la frecuencia de sus sesiones: apenas se reunía unos pocos días al año. Cuando se convocaba su función consistía en ratificar unánimemente las propuestas del gobierno. Hasta 1989 las votaciones solían ser unánimes con una única excepción: la aprobación de la ley de legalización del aborto de 1972. Catorce miembros de la Unión Demócrata Cristiana votaron en contra y ocho se abstuvieron, decisión que había sido previamente acordada con el SED.
Tras la reunificación alemana de 1990 la Volkskammer desapareció.

## Concepción y definición general
Según la concepción de las fuerzas soviéticas de ocupación y del SED, la Cámara Popular no era un «parlamento» en el sentido burgués de una democracia representativa sino que debía constituir una representación popular «de nuevo tipo». De acuerdo con la reivindicación que se planteaba, debía producir aquella «unidad entre la dirigencia política y la población» que no se daba en el parlamentarismo burgués y desterrar fenómenos como «el egoísmo partidista», «la toma de partido por el capital», «el enriquecimiento personal» y el «autobloqueo por la separación de poderes».

## Funciones específicas y forma de trabajo

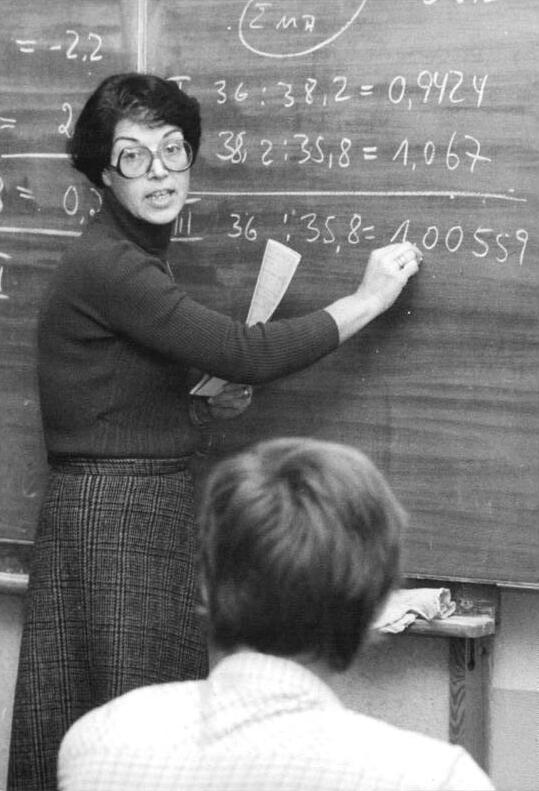
Rosemarie Krautzig, parlamentaria (CDU) de la Cámara Popular desde 1967, miembro de la Comisión de Hacienda y Finanzas a contar de 1976. En la foto, una sesión de la comisión.

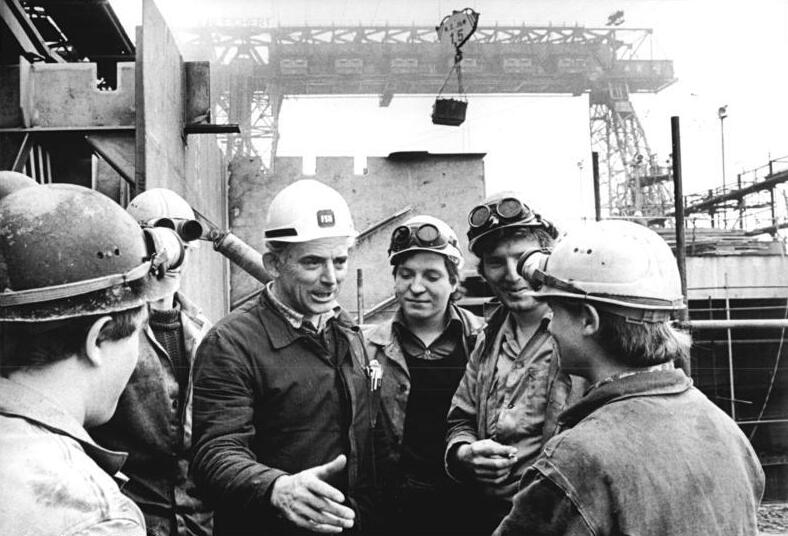
Horst Weidemann, parlamentario (SED) de la Cámara Popular, miembro de la Comisión de Industria Construcción y Transporte. En la foto, trabajo en terreno con los trabajadores del astillero Warnow en Warnemünde

La Cámara popular se reunía habitualmente entre dos y cuatro veces por año. Según el párrafo 4 del reglamento, las sesiones eran en principio públicas, aunque también podían excluir a la prensa o al público en general si así se acordaba. Contaba con las siguientes comisiones parlamentarias:
| - Comisión de asuntos generales (1950-1963) - Comisión de representaciones populares y locales (1956-1963) - Comisión de asuntos económicos y financieros (1950-1963) - Comisión de asuntos exteriores (1950-1990) - Comisión de trabajo y sistema de salud (1950-1958) - Comisión de salud (1958-1990) - Comisión de trabajo y política social (1958-1990) - Comisión de comercio y abastecimiento (1963-1990) - Comisión de peticiones o, en su defecto, Comisión de peticiones de los ciudadanos (1950-1990) - Comisión de reglamentos (1950-1990) - Comisión de gracia (indultos) (1950-1963), Tarea asumida más tarde por el Consejo de Estado de la RDA - Comisión de hacienda y finanzas (1950-1990) | - Comisión de verificación de mandatos (1963-1990) - Comisión de la juventud (1950-1990) - Comisión de justicia (1950-1963) - Comisión de defensa nacional (1963-1990) - Comisión de industria, construcción y transporte (hasta 1990) - Comisión agraria y forestal (1950-1990) - Comisión de educación popular y cultura (1954-1958) - Comisión de cultura (1958-1990) - Comisión de educación popular (1958-1990) - Comisión de derecho (1950-1963) - Comisión electoral (1950-1963) - Comisión constitucional o Comisión de la constitución y la ley (1950-1990) |

La Constitución de la RDA y el reglamento de la cámara definían las tareas generales de estas comisiones. Allí se estipulaba que estaban a cargo de la planificación y preparación de las sesiones plenarias y que, tras su realización, debían poner en práctica las resoluciones adoptadas y controlar el detalle de la implementación de las medidas. Informaban además al Consejo de Ministros y recogían quejas y peticiones de la población.  Si había que tratar asuntos más complejos o que involucraban distintos ámbitos del quehacer social, de la economía o la sociedad, era posible la confluencia e involucramiento de varias de estas comisiones en el tratamiento del problema. La presidencia de la Cámara decidía sobre la composición de cada comisión y el número de sus miembros. A su vez, cada comisión elegía una directiva (un presidente y uno o varios vicepresidentes). La composición definitiva de la comisión debía ser refrendada por la Cámara. Los planes de trabajo eran elaborados por la directiva de cada comisión, como asimismo el calendario de actividades, fechas de reuniones y la tabla de temas a tratar en las mismas.
El 60 % de los parlamentarios participaba en alguna de estas comisiones. Inicialmente estaba permitido ser simultáneamente miembro de varias de ellas, pero luego se cerró esa posibilidad. Habitualmente participaban en las comisiones miembros de otros gremios, del Consejo de Ministros, del Consejo de Estado o de la Corte Suprema.

## Comicios

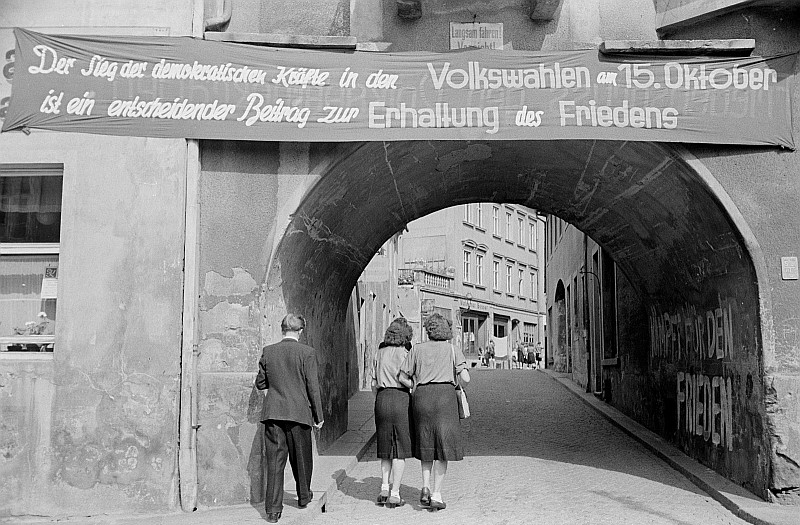
Pancartas políticas durante las elecciones generales de 1950.

Entre 1950 y 1986 se celebraron nueve elecciones a la Cámara Popular. Los diputados —inicialmente 400 miembros, a partir de 1963 pasaron a ser 500— se elegían en un principio cada cuatro años y a partir de la reforma constitucional de 1974 cada cinco. Todos los diputados pertenecían al Frente Nacional, definido como «el movimiento popular socialista que reúne a todas las fuerzas nacionales y democráticas de la RDA bajo la dirección de la clase obrera y del Partido Socialista Unificado». El Frente agrupaba en una única lista electoral a los cinco partidos oficialmente existentes —el propio Partido Socialista Unificado de Alemania (SED o PSUA), la Unión Demócrata Cristiana (CDU), el Partido Liberal Democrático de Alemania (LDPD), el Partido Nacional Democrático de Alemania (NDPD) y el Partido Democrático Campesino de Alemania (DBD)— y a varias «organizaciones de masas», principalmente la Federación Alemana de Sindicatos Libres (FDGB), la Federación Democrática de Mujeres de Alemania (DFD), la Juventud Libre Alemana (FDJ) y la Asociación Cultural de la RDA (KB). Esta lista, elaborada bajo la dirección del SED, determinaba antes de que las elecciones tuvieran lugar el número de escaños que obtendría cada partido y organización de masas, que se comprometían a hacer suyo y defender el Programa Electoral Unitario del Frente Nacional.
Las elecciones, según su reglamento, eran secretas y libres y la composición resultante de la Cámara Popular representaba «la voluntad unitaria y los intereses del conjunto del pueblo del Estado de la RDA», si bien el votante solo podía votar a favor o en contra de la lista del Frente Nacional. Si el votante estaba de acuerdo con todos los candidatos solo tenía que introducir la papeleta sin marcar en la urna. Por el contrario, en caso de que el votante se opusiera a uno o varios de los candidatos podía tacharlos en la papeleta, para lo cual debía hacer uso de las cabinas custodiadas por oficiales. De esta forma, según analistas como Childs y Kloth, el carácter secreto del voto desaparecía ya que la mayoría de los votantes temía que en caso de usar las cabinas o de no acudir a votar los oficiales anotarían su nombre y habría consecuencias negativas.
Los resultados electorales y la composición parlamentaria se mantuvieron prácticamente invariados durante este periodo, como se observa en la siguiente tabla:
| Fecha de elecciones     | Participación | A favor | Distribución de escaños | Distribución de escaños | Distribución de escaños | Distribución de escaños | Distribución de escaños | Distribución de escaños | Distribución de escaños | Distribución de escaños | Distribución de escaños | Distribución de escaños | Distribución de escaños | Distribución de escaños |
| Fecha de elecciones     | Participación | A favor | SED                     | CDU                     | LDPD                    | DBD                     | NDPD                    | FDGB                    | FDJ                     | KB                      | DFD                     | SDA¹                    | VdgB                    | VVN                     |
| ----------------------- | ------------- | ------- | ----------------------- | ----------------------- | ----------------------- | ----------------------- | ----------------------- | ----------------------- | ----------------------- | ----------------------- | ----------------------- | ----------------------- | ----------------------- | ----------------------- |
| 15 de octubre de 1950   | 98,53%        | 99,9%   | 110                     | 67                      | 66                      | 33                      | 35                      | 49                      | 25                      | 24                      | 20                      | 6                       | 12                      | 19                      |
| 17 de octubre de 1954   | 98,51%        | 99,4%   | 117                     | 52                      | 52                      | 52                      | 52                      | 55                      | 29                      | 29                      | 18                      |                         | 12                      |                         |
| 16 de noviembre de 1958 | 98,90%        | 99,9%   | 127                     | 52                      | 52                      | 52                      | 52                      | 55                      | 29                      | 29                      | 18                      |                         | 12                      |                         |
| 20 de octubre de 1963   | 99,25%        | 99,9%   | 127                     | 52                      | 52                      | 52                      | 52                      | 68                      | 55                      | 35                      | 22                      |                         |                         |                         |
| 2 de julio de 1967      | 99,82%        | 99,9%   | 127                     | 52                      | 52                      | 52                      | 52                      | 68                      | 55                      | 35                      | 22                      |                         |                         |                         |
| 14 de noviembre de 1971 | 98,48%        | 99,5%   | 127                     | 52                      | 52                      | 52                      | 52                      | 68                      | 55                      | 35                      | 22                      |                         |                         |                         |
| 7 de octubre de 1976    | 98,58%        | 99,8%   | 127                     | 52                      | 52                      | 52                      | 52                      | 68                      | 55                      | 35                      | 22                      |                         |                         |                         |
| 14 de junio de 1981     | 99,21%        | 99,9%   | 127                     | 52                      | 52                      | 52                      | 52                      | 68                      | 55                      | 35                      | 22                      |                         |                         |                         |
| 8 de junio de 1986      | 99,74%        | 99,9%   | 127                     | 52                      | 52                      | 52                      | 52                      | 68                      | 37                      | 21                      | 32                      |                         | 14                      |                         |

¹Disidentes del SPD en Berlín Oriental

El índice de participación osciló en todos los comicios entre el 98.48% y el 99.82 % y el porcentaje de votos a favor nunca bajó del 99.4 %, alcanzando el 99.9 % en seis ocasiones. En las elecciones de 1950 la lista del Frente Nacional obtuvo un 99.72 % de votos favorables, correspondiendo la mayoría de los escaños al SED (110) seguido de la CDU (67), el LDPD (66), el NDPD (35) y el DBD (33). A las organizaciones de masas correspondieron 49 escaños asignados a los Sindicatos libres seguidos de la Juventud Libre (25), la Liga de Mujeres (24) y la Asociación Cultural de la RDA, Kulturbund (20). Otros grupos del Frente también tuvieron representantes pero en menor medida. Entre 1963 y 1986 al SED, siempre en cabeza, le correspondieron 127 escaños, a los sindicatos, en segunda posición, se les asignaron entre 53 y 68 escaños; los restantes cuatro partidos políticos integrantes del Frente —CDU, LDPD, DBD y NDPD— dispusieron cada uno de 52 escaños entre 1954 y 1986 sin ninguna variación; la organización juvenil dispuso de 40 escaños entre 1963 y 1981, la organización femenina 35 escaños en los mismos años y Kulturbund, 22 escaños, llegando a los 32 en 1986. En 1986 tuvieron lugar los últimos comicios que se celebraron bajo este sistema electoral, con resultados similares a los de las últimas cuatro décadas.

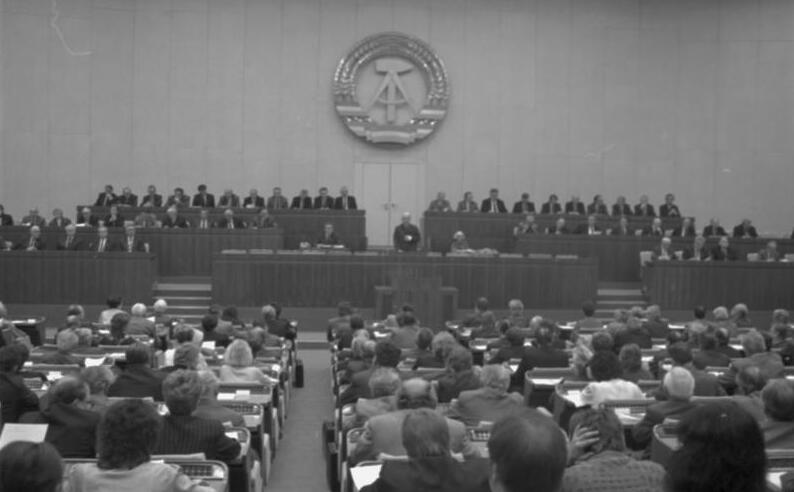
La Volkskammer durante una sesión plenaria, en 1989.

En diciembre de 1989, tras las continuas protestas populares ese año, la Cámara Popular suprimió el artículo 1 de la constitución que elevaba al partido marxista-leninista al papel dirigente, así como la mención al Frente Nacional. Las elecciones de 1990, celebradas en el contexto inmediatamente posterior a la caída del muro de Berlín, fueron los primeros comicios celebrados en la RDA sin la hegemonía política del Partido Socialista Unificado y el Frente Nacional. La Unión Demócrata Cristiana y otros partidos pasaron a dominar el parlamento mientras que el Partido Socialista Unificado, transformado en el Partido del Socialismo Democrático (PDS), pasó a ocupar el tercer puesto en número de escaños. A consecuencia del acuerdo que se alcanzó en favor de la Reunificación alemana —que se produjo en otoño de ese año— los comicios de 1990 para elegir a la Volkskammer constituyeron los últimos que tuvieron lugar en la RDA.

## Organización

### Sede

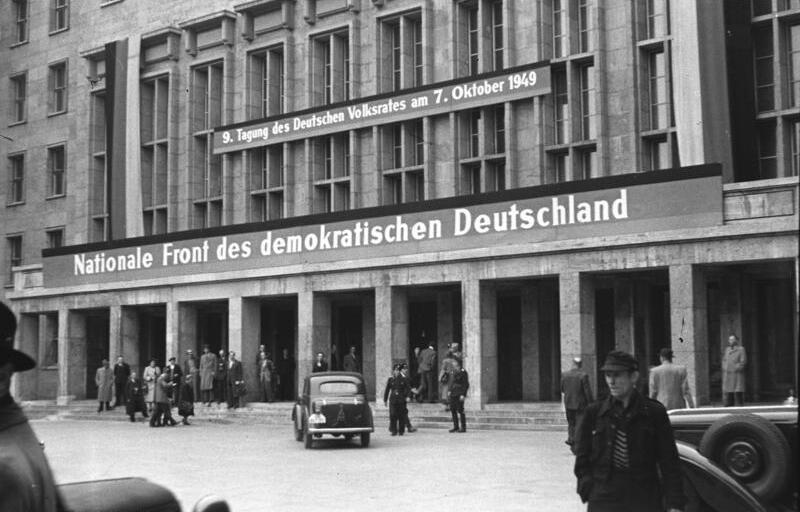
Haus der Deutschen Wirtschaftskommission, primera sede de la Cámara Popular.

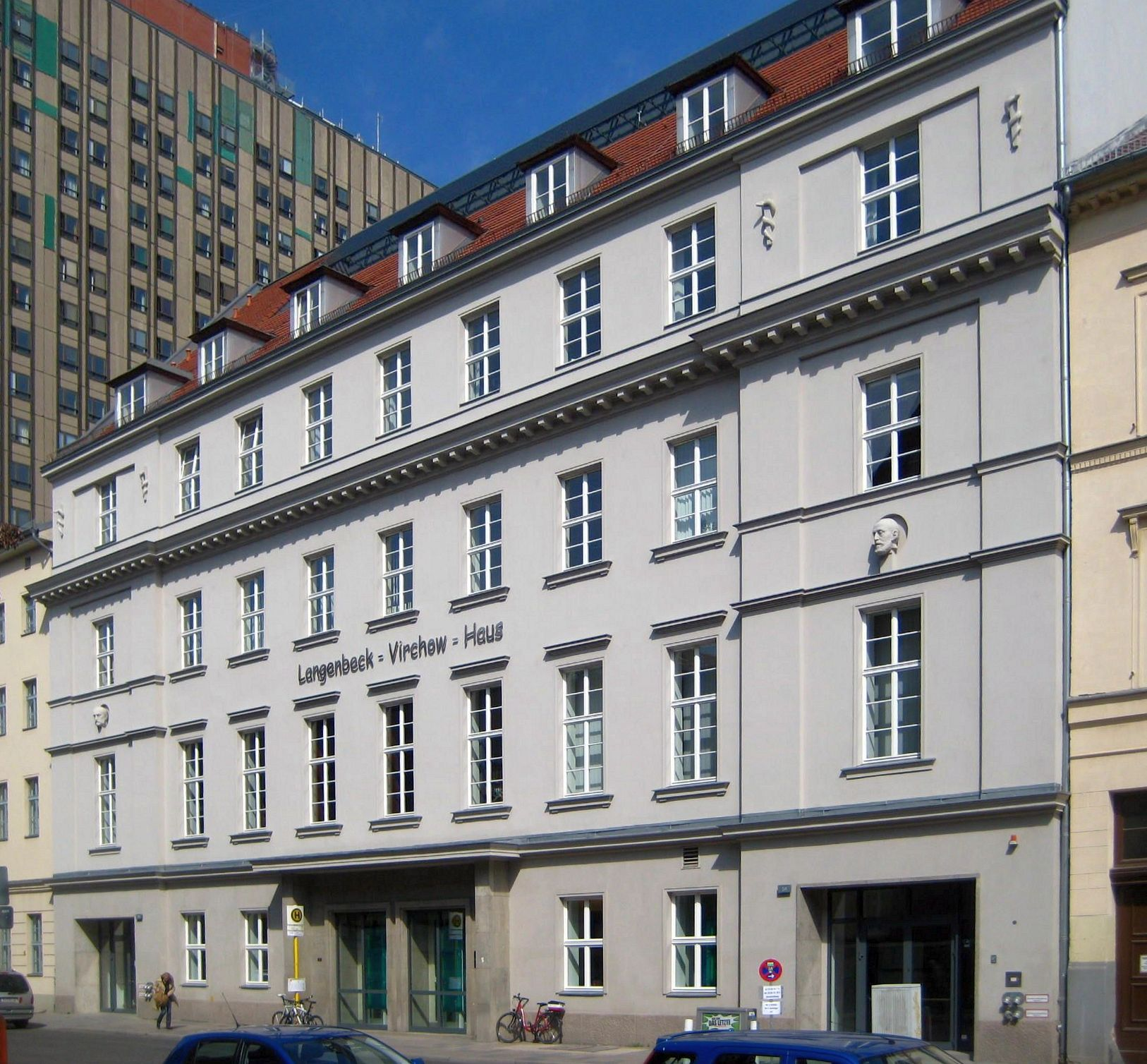
Langenbeck-Virchow-Haus, sede parlamentaria entre 1950 y 1970.

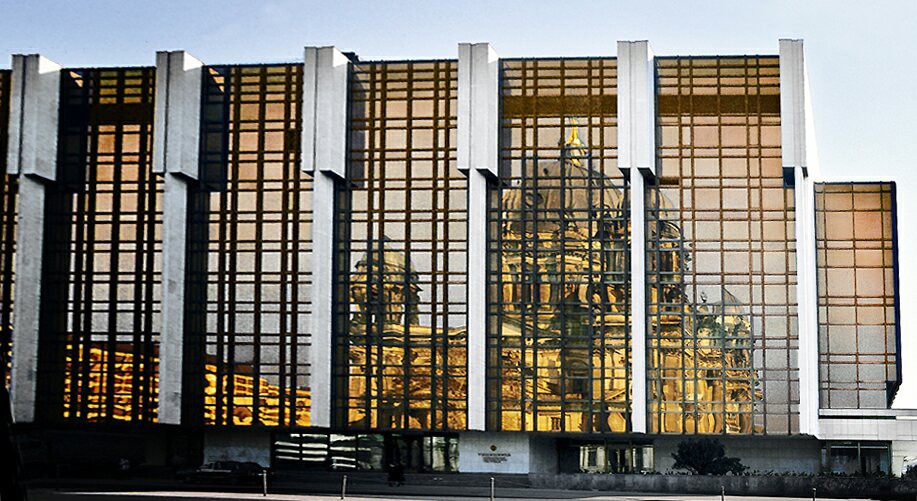
Acceso a la Cámara Popular, ala norte del Palacio de la República

La sede de la primera Volkskammer provisional fue la  Haus der Deutschen Wirtschaftskommission («Casa de la Comisión Económica Alemana») un edificio que a su vez había servido anteriormente para alojar al Ministerio del Aire del Reich (Reichsluftfahrtministerium). Aquí, en su segunda sesión del 11 de octubre de 1949, la Cámara popular eligió a Wilhelm Pieck como presidente de la RDA. El acto de instalar aquí el primer parlamento «socialista y popular» tenía un carácter simbólico muy importante, puesto que en este lugar el régimen nazi había tomado muchas decisiones fundamentales de su política expansionista y agresiva.
Un año más tarde, la Cámara se mudó a un edificio ubicado en la Luisenstraße, conocido como el Langenbeck-Virchow-Haus, que se había construido en la segunda década del siglo XX para albergar a la sede de la Sociedad Médica de Berlín y a la Sociedad Alemana de Cirugía. Después del fin de la Segunda Guerra Mundial y hasta 1949 las autoridades de las tropas soviéticas de ocupación tomaron posesión del lugar e hicieron distintas remodelaciones y reconstrucciones, puesto que gran parte de las instalaciones habían resultado destruidas durante la contienda. En 1949 se entregó en concesión a la RDA, con un contrato temporal, pero en 1953 se inscribió en el registro de bienes inmuebles como «propiedad del pueblo, representado legalmente por el secretariado de la Cámara Popular». En este edificio, además de confirmar a Pieck por dos períodos sucesivos, se tomaron otras importantes decisiones para el futuro de la RDA, entre otras, la fundación del Ejército Popular Nacional de la RDA.
Las sesiones del parlamento se llevaron a cabo en este edificio hasta 1970. Era muy incómodo, no alcanzaban los asientos y la situación, que ya era estrecha en los años 1950, se extremó en 1963, cuando se aumentó el número de parlamentarios. Simplemente ya no había espacio en las plenarias e incluso había problemas de ventilación. Todo esto fue haciendo urgente la construcción de una sede más adecuada a la envergadura que había alcanzado este órgano tan central del Estado.
A partir de 1970 la Cámara Popular sesionó en el centro de congresos ubicado en el Alexanderplatz, el cual tenía una sala de conferencias relativamente amplia, con capacidad para 1000 personas, además de varias otras salas anexas. Esta sede era un complejo de edificios construidos entre 1961 y 1964 por el arquitecto Hermann Henselmann donde antes estaba la Asociación de Profesores. Tenía una torre (la Casa del Profesor) y otras construcciones de baja altura. Ofrecía en sus diversos espacios comodidades razonables para el trabajo de las fracciones y comisiones parlamentarias de la Volkskammer.
En 1976 se instaló en el entonces recién inaugurado Palacio de la República. Además de acoger la sede parlamentaria, era un edificio multiusos y en otras secciones existían una bolera, varios restaurantes y una discoteca. También contaba con una sala de congresos de 5.000 asientos para la celebración eventos de diverso tipo.

### Presidentes (Präsident der Volkskammer)
| # | Imagen | Nombre               | Inicio                  | Final                   | Partido                                   |
| - | ------ | -------------------- | ----------------------- | ----------------------- | ----------------------------------------- |
| 1 |        | Johannes Dieckmann   | 7 de octubre de 1949    | 22 de febrero de 1969   | Partido Liberal Democrático de Alemania   |
| 2 |        | Gerald Götting       | 12 de mayo de 1969      | 29 de octubre de 1976   | Unión Demócrata Cristiana                 |
| 3 |        | Horst Sindermann     | 29 de octubre de 1976   | 13 de noviembre de 1989 | Partido Socialista Unificado de Alemania  |
| 4 |        | Günther Maleuda      | 13 de noviembre de 1989 | 5 de abril de 1990      | Partido Democrático Campesino de Alemania |
| 5 |        | Sabine Bergmann-Pohl | 5 de abril de 1990      | 2 de octubre de 1990    | Unión Demócrata Cristiana                 |

### Pie de página
1. ↑  Manuel Maldonado Alemán (2009). La narrativa de la unificación alemana: autores y obras, Peter Lang AG, pág. 15
2. ↑  Pilar Chávarri Sidera, Irene Delgado Sotillos (2013). Sistemas Políticos Contemporáneos, UNED, pág. 191
3. ↑  Sperlich, Peter W. (2006). Oppression and scarcity : the history and institutional structure of the Marxist-Leninist government of East Germany and some perspectives on life in a socialist system (1. publ. edición). Westport, Conn. [u.a.]: Praeger. pp. 46. ISBN 978-0275975654.
4. ↑  Broszat, Martin (1990). SBZ-Handbuch: staatliche Verwaltungen, Parteien, gesellschaftliche Organisationen und ihre Führungskräfte in der Sowjetischen Besatzungszone Deutschlands 1945 - 1949 [Manual SBZ: Administraciones estatales, partidos, organizaciones sociales y sus dirigentes en la zona de ocupación soviética de Alemania 1945 - 1949] (en alemán). München: -Oldenbourg. p. 321 - 345. ISBN 3-486-55261-9. Consultado el 14 de noviembre de 2016.
5. ↑  Chávarri Sidera, Pilar; Delgado Sotillos, Irene (2011). Sistemas políticos contemporáneos. UNED. ISBN 9788436262766.
6. ↑  eds, Dieter Nohlen, Philip Stöver, (2010). Elections in Europe : a data handbook (1st ed. edición). Baden-Baden, Germany: Nomos. p. 799. ISBN 978-3-8329-5609-7.
7. ↑  Patzelt, Werner J.; Schirmer, Roland, eds. (2013). Die Volkskammer der DDR: Sozialistischer Parlamentarismus in Theorie und Praxis (en alemán). Springer. ISBN 9783322890221. Consultado el 14 de noviembre de 2016.
8. ↑  The Fall of the GDR. Routledge. 19 de febrero de 2001. p. 12. ISBN 9781138161528. doi:10.4324/9781315840512. Consultado el 5 de octubre de 2016.
9. 1 2  The Fall of the GDR. Routledge. 19 de febrero de 2001. p. 13. ISBN 9781138161528. doi:10.4324/9781315840512. Consultado el 5 de octubre de 2016.
10. ↑  Chávarri Sidera, Pilar; Delgado Sotillos, Irene (2011). Sistemas políticos contemporáneos. UNED. ISBN 9788436262766.
11. ↑  Szajkowski, Bogdan (1981). Marxist Governments (1st publ. edición). London [u.a]: Macmillan. p. 324. ISBN 978-0-333-25704-3.
12. ↑  Santelmann, Dr. Stefan Schmidt Uebers. Kerr. «The freely elected People's Chamber». Archivado desde el original el 12 de septiembre de 2016. Consultado el 5 de octubre de 2016.
13. ↑  Sorgenicht, Klaus; Weichler, Wolfgang; Riemann, Tord et al., eds. (1969). Verfassung der Deutschen Demokratischen Republik. Dokumente, Kommentare [Constitución Política de La República Democrática Alemana] (en alemán) 1. Kommentar zur Art. 5 der DDR-Verfasung von 168(Comentario sobre el art. 5 de la Constitución de la RDA de 1968). Berlín (oriental): Staatsverlag der DDR (Editorial del Estado de la RDA). pp. 277-278. Consultado el 21 de noviembre de 2016. «In ihrer Zusammensetzung und ihrer gesamten Tätigkeit sind die Volksvertretungen nicht als Parlamente konzipiert und zu betrachten, sondern als Verkörperung des Bündnisses, des gemeinsamen Wollens und der Zusammenarbeit aller politischen Kräfte des Volkes».
14. ↑  Volkskammer (2014). Protokolle der Volkskammer der Deutschen Demokratischen Republik: 10. Wahlperiode (vom 5. April bis 2. Oktober 1990) [Actas de la Cámara Popular de la República Democrática Alemana: 10ª legislatura (desde el 5 de abril hasta el 2 de octubre de 1990]. Springer. p. 1697. ISBN 9783322974839.
15. 1 2 3 4  «Volkskammer der DDR. - Teil 12: Ausschüsse der Volkskammer.Einleitung» [Cámara Popular de la RDA. - Parte 12: Comisiones de la Cámara Popular. Introducción]. Das Bundesarchiv (en alemán). Consultado el 22 de noviembre de 2016.
16. ↑  Childs, 2015, p. 198.
17. ↑  Boyn, 2011, p. 18.
18. ↑  Varios autores, 1969, p. 133.
19. ↑  Varios autores, 1969, p. 751.
20. 1 2  Varios autores, 1969, p. 750.
21. ↑  Germany 2016. En Encyclopaedia Britannica Online [online] Extaído de https://www.britannica.com/place/Germany/The-era-of-partition#ref297751 [11 noviembre, 2016]
22. ↑  Krieger (ed.), 1993, p. 318.
23. ↑  Sperlich, 2006, p. 46.
24. ↑  Kloth, 2000, p. 105.
25. ↑  Childs, 2001, p. 13.
26. 1 2  «Deutschland seit 1945.Wahlen in der DDR». Consultado el 8 de noviembre de 2016.
27. ↑  Childs, 2001, p. 103-4.
28. ↑  Quint, 1997, p. 37.
29. ↑  Carrington-Windo y Kohl, 1996, p. 111.
30. ↑  «La unificación alemana se fija para el 3 de octubre». El País. 24 de agosto de 1990.
31. 1 2 3 4  «Provisorische Tagungsstätten der Volkskammer» [Lugares provisionales donde se realizaron sesiones de la Cámara Popular]. Deutsche Bundestag (en alemán). 2 de julio de 2009. Consultado el 20 de noviembre de 2016.
32. ↑  Schneider, Peter (2014). Berlin Now: The City After the Wall. Farrar, Straus & Giroux. p. 49. ISBN 9780374254841.
33. ↑  Pugh, Emily (2014). Architecture, politics, and identity in divided Berlin. Pittsburgh, Pa.: University of Pittsburgh Press. p. 175. ISBN 9780822979579.